# HMS H3
HMS H3 – brytyjski okręt podwodny typu H. Zbudowany w latach 1914–1915 w Canadian Vickers w Montrealu, gdzie okręt został wodowany 11 stycznia 1915 roku. Rozpoczął służbę w Royal Navy 3 czerwca 1915 roku. Pierwszym dowódcą został Lt. D.W. Fell.
Razem z H1, H2 i H4 przepłynął Atlantyk z St. John’s (Nowa Fundlandia) do Gibraltaru, pod eskortą krążownika pomocniczego HMS „Calgarian”. Następnie wpłynął na Morze Śródziemne. 
15 lipca 1916 roku okręt wszedł na minę w Zatoce Kotorskiej u wybrzeży Czarnogóry. Zginęli wszyscy członkowie załogi.